# Marina Karnaushchenko
Marina Karnaushchenko (Rusia, 2 de octubre de 1988) es una atleta rusa especializada en la prueba de 4x400 m, en la que consiguió ser medallista de bronce mundial en pista cubierta en 2012.

## Carrera deportiva
En el Campeonato Mundial de Atletismo en Pista Cubierta de 2012 ganó la medalla de bronce en los relevos de 4x400 metros, llegando a meta en un tiempo de 3:29.55 segundos, tras Reino Unido y Estados Unidos.